# 丙酸甲酯

结构

丙酸甲酯（Methyl propionate），结构式CH3CH2C(O)OCH3。CAS号554-12-1 。

## 性质
无色有果香味的液体。相对密度0.9150（20°C）。熔点−87.5°C，沸点79.8°C。闪点−2°C。折射率1.3775（20°C）。微溶于水，混溶于醇、醚、烃等有机溶剂。易燃。有刺激和麻醉性。小鼠经口 LD50 3460 mg/kg。

## 制备
由丙酸与甲醇在硫酸催化进行酯化，再经中和、分馏而得。
{\displaystyle \ CH_{3}CH_{2}COOH+CH_{3}OH\ {\xrightarrow {H_{2}SO_{4}}}\ CH_{3}CH_{2}COOCH_{3}+H_{2}O}

## 用途
丙酸甲酯可用作硝酸纤维素、调味品和香料的溶剂，也用于硝基喷漆、涂料的生产之中。